# Schultz Glacier
Schultz Glacier är en glaciär i Antarktis. Den ligger i Östantarktis. Nya Zeeland gör anspråk på området. Schultz Glacier ligger 1 244 meter över havet.
Terrängen runt Schultz Glacier är kuperad åt nordost, men åt sydväst är den bergig. Schultz Glacier ligger uppe på en höjd. Trakten är obefolkad. Det finns inga samhällen i närheten.